# Schmidt és Császár gőzmalma
A Schmidt és Császár gőzmalma egy budapesti gőzmalom volt.

## Története
A gőzmalom 1876-ban épült fel a mai Budapest VIII. kerületi Szeszgyár utca – Csobánc utca sarkán fekvő telken (Szeszgyár u. 4.). A létesítmény 60 évnél tovább állt fenn, lebontására az 1940-es évek elején került sor, amikor a vállalat átköltözött a korábbi Hedrich & Strauss Királymalma telephelyére.